# مؤسسه فیزیک اروپا
مؤسسه فیزیک اروپا (که‌ای پی اِس نیز خوانده می‌شود) یک سازمان غیرتجاری است که هدف آن پیشرفت فیزیک و فیزیکدانها در اروپا است. این سازمان به‌طور رسمی در سال ۱۹۶۸ پایه‌گذاری شد و اعضای آن شامل جامعه‌های فیزیک ملیِ ۴۱ کشور و نیز حدود ۳۲۰۰ فرد می‌شود. انجمن فیزیک آلمان، بزرگترین سازمان فیزیکدان‌ها در جهان یک عضو عمده است. یکی از فعالیت‌های اصلی آن برگزاری کنفرانس‌های بین‌المللی است. نشریهٔ اصلی آن یورو فیزیکس لِتِرز (یا ای پی اِل)(به انگلیسی: Europhysics Letters) است و و دیگر نشریات آن شامل یورو فیزیکس نیوز (به انگلیسی: Europhysics News) و نیز نشریه اروپایی فیزیک (به انگلیسی: European Journal of Physics) است.

## جوایز
ای پی اِس هر سال چند جایزه را شامل جایزه ادیسون ولتا اهدا می‌کند.